# David Honeyboy Edwards
David Honeyboy Edwards (Shaw, Misisipi, 28 de junio de 1915-29 de agosto de 2011) fue un guitarrista y cantante de delta blues.
Amigo del legendario guitarrista Robert Johnson, Edwards dice que estuvo presente la noche que Johnson tomó el whisky envenenado que acabó con su vida.
Escribió The World Don't Owe Me Nothin', publicado por la Chicago Review Press, donde contó su infancia y juventud en el Sur Profundo y su llegada a Chicago a principios de los años 50.

## Discografía
- White Windows (1988)
- Delta Bluesman (1992)
- I've Been Around (1995)
- Crawling Kingsnake (1997)
- World Don't Owe Me Nothing (1997)
- Don't Mistreat a Fool (1999)
- Shake 'Em on Down (2000)
- Mississippi Delta Bluesman (2001)